# Sorba
Sorba és un poble i una parròquia del municipi de Montmajor (Berguedà), al SW del terme, en bona part envoltat dels municipis de Navès (Solsonès) i de Cardona (Bages), a la vora esquerra del riu de l'aigua d'Ora. Té una població de 57 habitants.
L'església romànica de Santa Maria és coneguda per tenir el Martyrium de San Eudald del segle VI L'església va pertànyer al monestir de Ripoll des del s. IX. Sant Jaume de Codonyet i Sant Miquel de Sorba són sufragànies de Santa Maria de Sorba.

## Història
Hi ha testimonis arquitectònics que ja mostren el poblament de Sorba durant l'època ibèrica i l'Imperi Romà. El nucli de població primitiu estava situat al capdamunt del monticle en la que hi ha Sant Miquel de Sorba.
A l'època de Guifré el Pilós va ser repoblada perquè era una zona fronterera amb Al Andalus i estava a la part més meridional del Comtat d'Urgell. Al 944 el comte Ermengol I d'Urgell va donar la Vall de Lord i Sorba al monestir de Ripoll.
El lloc és esmentat per primera vegada el 982 (Suburbano) en una relació dels béns del monestir de Ripoll que havien estat donats pel comte Guifre el Pilós, i posteriorment formà part del vescomtat de Cardona. El significat etimològic de Suburbano és el d'un lloc situat sota de l'urbis (estava sota una petita urbs que existia al Tossal de Sant Miquel, muntanya situada al marge dret del riu davant de l'església actual.).
Abans de l'any 1000, el Monestir de Ripoll tenia la possessió i la jurisdicció de Sorba, Gargallà i Montmajor. L'Abat Oliba va ser el responsable de la seva organització eclesiàstica. El 939 Sorba ja apareix en un document com a possessió d'aquest monestir.
El segle xi Sorba passà a estar sota el domini del Priorat de Berga. Algunes notícies sobre l'església de Sorba daten de 1011 i de 1063 (moment en què ja tenia el seu nom actual de Santa Maria de Sorba, cosa que indicava que ja estava consagrada.). En aquest darrer document se'ns explica que el Comtat de Cerdanya tenia algunes possessions territorials a Sorba; això fa que formi part de la Marca de Berga. Ja d'aquesta època trobem esmentades les masies Selva Sembrada, la Sala, Ballarà, Sant Miquel, Capdevila, el Quer i cal Sorregana, entre d'altres.
A finals del segle xi la casa Ballarà de Sorba estava sota el domini de la senyoria de Ripoll i tenia una torre de vigilància o castell. Fins al segle xiv el monestir de Ripoll rebia els delmes de Sorba per mitjà del paborde del Berguedà.
Al segle xviii, Sorba era una batllia que pertanyia al ducat de Cardona; el monestir de Ripoll mantenia les jurisdiccions civil i eclesiàstica i la criminal estava en mans del duc de Cardona. Quan es van abolir els senyorius i els jutjats, Sorba passà a adscriure's a Solsona i després de la desamortització va passar a formar part del bisbat de Solsona. A partir del 1958 va passar a formar part de l'arxiprestat de Cardona, d'aquest mateix bisbat.

## Patrimoni i turisme
Sorba té inventariats 42 elements com a patrimoni cultural. És el nucli del municipi de Montmajor que en té més.

### Edificis religiosos
- Església de Santa Maria de Sorba, on hi ha el martyrium de Sant Eudald.
- Capella de Santa Bàrbara. Situada al terme municipal de Cardona però que depèn de la Parròquia de Sorba.[9]
- Sant Jaume de Codonyet.
- Sant Miquel de Sorba. Nucli primitiu poblat des de l'època dels ibers.[9]
- Oratori rupestre de Sorba.[10]

### Edificis fortificats i castells
A Sorba hi ha les cases fortificades:
- El Ballarà.
- Carol de Sorba.

### Cases i masies
A continuació hi ha una llista de les cases i masies que pertanyen a la parròquia de Sorba. S'hi indica específicament les cases que pertanyen als municipis de Cardona i de Navès. Les altres pertanyen al municipi de Montmajor:
- Ca l'Agut.
- Ca n'Estruc (o ca n'Astruc).
- Ballarà.
- La Balma del Pebrot.
- Cal Benet Fumer (Navès - anteriorment, Vilandeny).
- El Calvari (Cardona).
- La Cabana d'en Gili.
- La Caseta de l'Agut.
- El Casó.
- Can Cavaller.
- Comabella Nou (Navès).
- Comabella Vell (Navès).
- Cal Costes (Cardona).
- Ferners (Cardona).
- Cal Gasolà.
- Cal Gili.
- Ca la Guillema.
- L'Hostalet.
- Ca l'Ignasi (Navès).
- Cal Jordana.
- El Juncar (Cardona).
- Cal Magí.
- El Molí.
- El Molí Nou (Cardona).
- Cal Molner.
- Cal Nosa (anteriorment, de Vilandeny).
- Ca l'Oucovat (Navès).
- Cal Passavant (Navès).
- Pinell (Cardona).
- Querol.
- La Rectoria.
- Cal Riu.
- Cal Soldevila
- Cal Sorregana (Navès, anteriorment, de Vilandeny).
- Cal Tauler (o Cal Taulé).
- Els Violins.

Les següents cases formen part de l'església sufragània de Sant Jaume de Codonyet:
- Ca n'Agut.
- La Caseta de l'Agut).
- Duocastella (Navès, anteriorment de Vilandeny).
- Cal Jordana.
- Comabella Nou (Navès).
- Comabella Vell (Navès).
- Ca l'Oucovat.
- Cal Passavant.